# Ahmed al-Maghrabi
Ahmed Alaeldin Amin Abdelmaksoud ElMaghraby  (arabisch أحمد المغربي, DMG Aḥmad al-Maġribī, * 1945) ist ein ägyptischer Unternehmer und früherer Politiker. Er sitzt im Vorstand der Future Generation Foundation (FGF) von Gamal Mubarak und war Wohnungsbauminister Ägyptens im Kabinett Nazif. Im Zuge der Revolution in Ägypten 2011 wurde er entlassen und der Korruption angeklagt.

## Leben
Ahmed al-Maghrabi schloss 1964 ein Studium des Maschinenbaus als Bachelor an der Universität Kairo und 1966 als Bachelor des Chemie-Ingenieurwesen an der University of North Carolina ab. 1968 wurde er Master der Betriebswirtschaft an der Columbia University.
1990 war er Gründungsmitglied des Egyptian Center for Economic Studies. Von 1997 bis 2002 saß er im Dachverband der Tourismuskammern. Seinen Sitz im Vorstand der Accor Hotels ruhte für die Dauer seiner Regierungsbeteiligung, seine Aktien in dieser AG verkaufte er deshalb nicht.
2002 wurde El-Maghrabi in den Wirtschaftsrat der Nationaldemokratischen Partei Ägyptens gewählt. Er war von 5. Oktober 1999 bis 9. Juli 2004 im Kabinett Abaid Minister für Tourismus und von 9. Juli 2004 bis 29. Januar 2011 im Kabinett Nazif Minister für Siedlungs- und Wohnungsbau.
Anfang Februar 2011 gab der Generalstaatsanwalt Abdel Meguid Mahmud die Entscheidung bekannt, dass Ahmed al-Maghrabi zu den ehemaligen Regierungsmitgliedern gehört, die Ägypten nicht verlassen dürfen und deren Vermögen eingefroren ist. Am 4. Februar wurde von Seiten der Staatsanwaltschaft Ermittlungen gegen ihn aufgenommen. Am 17. Februar 2011 wurde bekannt, dass er sowie zwei weitere Politiker wegen Korruptionsverdacht festgenommen wurden. Ihm wird vorgeworfen, Mitte 2010 mit dem damaligen Verkehrsminister Mohamed Lotfi Mansour versucht zu haben für 238 Acre (Einheit) etwa 96 Hektar auf einer Insel im Nil bei Assuan als Zwischenhändler aufzutreten. Artikel 158 der ägyptischen Verfassung untersagt Regierungsmitgliedern den Erwerb von und den Handel mit Güter aus dem Staatseigentum. Ein Gericht in Kairo verurteilte ihn am 26. Mai 2011 zu fünf Jahren Haft wegen Korruption.